# Кубок Литви з футболу 2003
Кубок Литви з футболу 2003 — 15-й розіграш кубкового футбольного турніру в Литві. Титул вп'яте здобув Жальгіріс (Вільнюс).

## Календар
| Раунд      | Дата                       | Матчі | Клуби  |
| ---------- | -------------------------- | ----- | ------ |
| 1/8 фіналу | 27 травня/17 червня 2003   | 16    | 16 → 8 |
| 1/4 фіналу | 28 червня - 12 серпня 2003 | 8     | 8 → 4  |
| 1/2 фіналу | 16/30 вересня 2003         | 4     | 4 → 2  |
| Фінал      | 18 жовтня 2003             | 1     | 2 → 1  |

## 1/8 фіналу
| Команда 1                | Заг. | Команда 2             | 1-й матч | 2-й матч |
| ------------------------ | ---- | --------------------- | -------- | -------- |
| 27 травня/17 червня 2003 |      |                       |          |          |
| Швієса (Вільнюс)         | +:-  | Таурас (2)            | +:-      | +:-      |
| Каунас                   | 17:0 | Гележініс вілкас (2)  | 8:0      | 9:0      |
| Судува                   | 13:3 | Лієтава (Йонава) (2)  | 9:0      | 4:3      |
| Ветра                    | 3:1  | Полонія (Вільнюс) (2) | 2:0      | 1:1      |
| Атлантас                 | 10:2 | Дайнава Алітус (2)    | 9:1      | 1:1      |
| Жальгіріс (Вільнюс)      | 4:0  | Кауно Єгеряй (2)      | 2:0      | 2:0      |
| Сакалас (Шяуляй)         | 2:10 | Невежис (2)           | 1:1      | 1:9      |
| Екранас                  | 6:2  | Шилуте (2)            | 4:0      | 2:2      |

## 1/4 фіналу
| Команда 1                | Заг.    | Команда 2           | 1-й матч | 2-й матч |
| ------------------------ | ------- | ------------------- | -------- | -------- |
| 28 червня/5 серпня 2003  |         |                     |          |          |
| Судува                   | 14:3    | Невежис (2)         | 7:0      | 7:3      |
| Екранас                  | 3:3 (ч) | Ветра               | 0:2      | 3:1      |
| 28 червня/12 серпня 2003 |         |                     |          |          |
| Швієса (Вільнюс)         | 0:3     | Каунас              | 0:2      | 0:1      |
| 21 липня/5 серпня 2003   |         |                     |          |          |
| Атлантас                 | 0:4     | Жальгіріс (Вільнюс) | 0:1      | 0:3      |

## 1/2 фіналу
| Команда 1           | Заг. | Команда 2 | 1-й матч | 2-й матч |
| ------------------- | ---- | --------- | -------- | -------- |
| 16/30 вересня 2003  |      |           |          |          |
| Судува              | 2:5  | Екранас   | 2:2      | 0:3      |
| Жальгіріс (Вільнюс) | 2:1  | Каунас    | 0:1      | 2:0      |

## Фінал
| 18 жовтня 2003 |

| Жальгіріс (Вільнюс)                               | 3:1      | Екранас    |
| ------------------------------------------------- | -------- | ---------- |
| Григалевичюс 12' І.Стешко 33' (пен.) А.Стешко 42' | Протокол | Лукшис 89' |

| Утеніс, Утена Глядачів: 2 000 Арбітр: Вікторас Чілецкіс |